# The High Kings
The High Kings er en irsk folkemusikgruppe, der blev dannet i 2008 i Dublin. Bandet består af Finbarr Clancy, Brian Dunphy, Darren Holden og Paul O'Brien. I juni 2021 havde gruppen udgivet fire studiealbums, to livealbums, to live DVD'er samt et opsamlingsalbum. Deres første tre studielabums opnåede en placering som nummer tre eller højere på Billboard world music chart, de første to solgte platin i Irland, og alle deres albums har været på den irske albumhitliste.
Efter at have udgivet deres første album ændrede gruppen stil fra en meget iscenesat optræden til en mere normal koncertstil. Deres album Friends for Life indeholder både traditionelle irske sange samt nye sang af gruppen. Siden deres dannelse har gruppen turneret i Irland, USA og Europa. Selvom de primært synger traditionelle irske sange, så er de kendt for at lave arrangementer af sange i mange andre stilarter.

## Diskografi
Gruppens første to albums solgte platin.
| Titel                              | Udgivet  | Medieformat | Placeselskab              | Hitlisteplacering | Hitlisteplacering | Hitlisteplacering | Hitlisteplacering |
| Titel                              | Udgivet  | Medieformat | Placeselskab              | US[5]             | US World[2]       | US Indie[6]       | IRE               |
| ---------------------------------- | -------- | ----------- | ------------------------- | ----------------- | ----------------- | ----------------- | ----------------- |
| The High Kings                     | 2008     | CD          | Manhattan Records         | 150               | 2                 | —                 | 7[7]              |
| Live in Dublin                     | 2008     | DVD         | The Blue Note Label Group | n.a.              | n.a.              | n.a.              | n.a.              |
| Memory Lane                        | 2010     | CD          | Universal Music Ireland   | —                 | 3                 | 46                | 5[8]              |
| Live in Ireland                    | 2011     | CD          | Celtic Collections        | —                 | —                 | —                 | 11[9]             |
| Friends for Life                   | 2013     | CD          | Sony Music Entertainment  | —                 | 3                 | —                 | 5[10]             |
| Four Friends Live                  | 2015     | CD/DVD      | Celtic Collections        | —                 | —                 | —                 | —                 |
| Grace & Glory                      | 2016     | CD          | Celtic Collections        | —                 | 11                | —                 | 3[11]             |
| Decade: The Best of the High Kings | 2017[12] | CD          | Celtic Collections        | 6[13]             | —                 | —                 | —                 |
| Home from Home (live)              | 2020     | CD          | Celtic Collections        | —                 | —                 | —                 | —                 |
| The Road Not Taken                 | 2023[14] | CD          | Celtic Collections        | 2 [15]            | —                 | —                 | —                 |